# Hofmark Obing

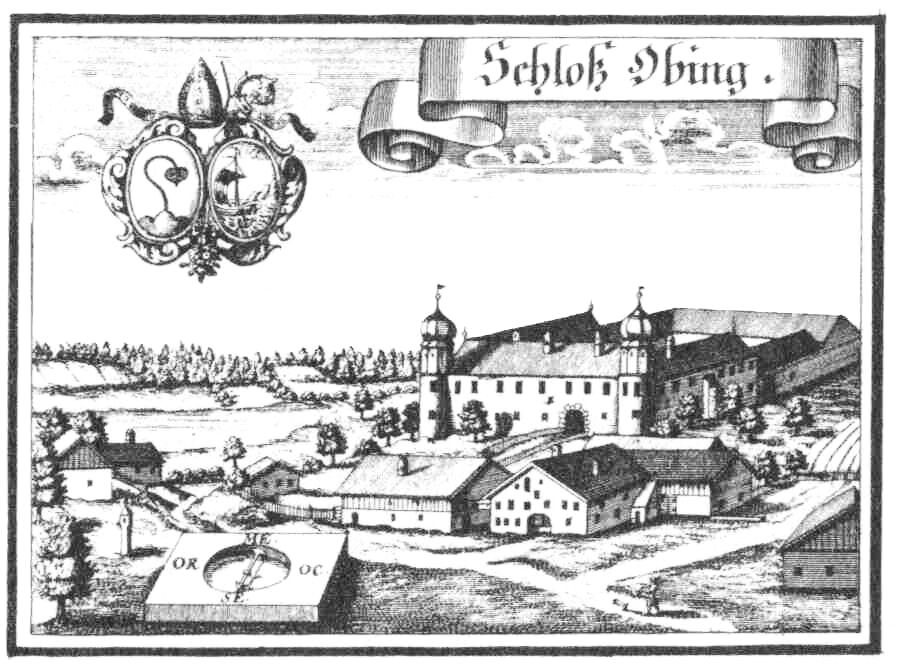
Schloss Obing nach einem Stich von Michael Wening von 1721

Die Hofmark Obing war eine Hofmark in Obing, einer Gemeinde im oberbayerischen Landkreis Traunstein. 
Hans Suntheimer von Brunn gelang es 1540 von Herzog Wilhelm IV. für Obing das Hofmarktsrecht zu erlangen. 
Das Kloster Seeon kaufte 1662 für 7000 fl von Adolph Weiler die offene Hofmark, die ausschließlich den Ort Obing umfasste. Sie hatte 37 Gerichtsuntertanen, von denen dem Kloster Seeon gleichzeitig 29 grundbar waren.